# Наварр, Анри
Анри Эжен Наварр (31 июля 1898, Вильфранш-де-Руэрг — 22 июня 1983, V округ Парижа) — генерал французской армии. Участник Первой мировой войны и Второй мировой войны. Был седьмым и последним командиром французского Дальневосточного экспедиционного корпуса во время Первой Индокитайской войны. Осуществлял общее командование во время битвы при Дьенбьенфу.

## Индокитай
В мае 1953 года в разгар войны с Вьетмином Наварр сменил Рауля Салана на посту командующего французскими войсками в Индокитае. Война приняла затяжной характер, о победе не было больше речи; французское правительство хотело лишь стабилизировать ситуацию, чтобы начать мирные переговоры на выгодных условиях.

### Сражение при Дьенбьенфу
Задача Наварра заключались в обеспечении безопасности вверенных ему войск. Вместо этого 20 ноября 1953 года он предпринял воздушно-десантную операцию «Кастор». Пять батальонов парашютистов высадились в урочище Дьенбьенфу в долине Муонг Тан длиной 20 км и шириной 6 км, окруженном холмами. Наварр надеялся вовлечь войска вьетнамских коммунистов в решительное сражение и победить. Однако бои закончились для французов катастрофой. Ответственность за поражение была возложена на Наварра и 3 июня 1954 года он был заменен генералом Полем Эли.

### В отставке
В 1956 году вышел в отставку. Написал воспоминания «Агония в Индокитае» (фр. Agonie de l'Indochine), в которых обвиняет в поражении французскую политическую систему в целом и, в особенности, интеллектуалов, журналистов и коммунистов. В книге также говорилось о необходимости военного переворота для замены Четвертой французской республики. Умер в Париже в 1983 году.

### Комментарии
1. ↑  Из Парижа в Сайгон был откомандирован адмирал Жорж Кабанье с инструкциями для Наварра: не предпринимать никаких масштабных шагов, оставив дальнейшее урегулирование индокитайской проблемы на усмотрение политиков. Однако у Наварра было свое видение ситуации: 2 ноября он принял решение создать укрепленную опорную базу в долине Дьенбьенфу в 280 км к западу от Ханоя, недалеко от границы с Лаосом[4].